# Capture of Boer Battery by British
Pour plus de détails, voir Fiche technique et Distribution.
Capture of Boer Battery by British est un film américain en noir et blanc sorti en 1900.

## Fiche technique
- Réalisation : James H. White
- Production : Edison Manufacturing Company
- Date de sortie : 14 avril 1900